# Churen Himal
Der Churen Himal ist ein dreigipfliger, 7385 m beziehungsweise 7371 m hoher Berg in Nepal. Er liegt an der Grenze der Distrikte Dolpa und Myagdi.
Er ist einer der höchsten Berge im Dhaulagiri Himal, einer Gebirgsregion des Himalaya.
Der Churen Himal besitzt drei Gipfel (Ost-, Mittel- und Westgipfel), deren Höhen in der Literatur mit jeweils 7371 m angegeben werden, in der mit Finnischer Unterstützung erstellten amtlichen Karte von Nepal („Finn-Maps“) wird der Mittelgipfel jedoch mit 7385 m Höhe angegeben. Als Hauptgipfel gilt der Westgipfel. Von diesem führt ein Bergkamm nach Westen zum 6,5 km entfernten Putha Hiunchuli (7246 m). Etwa 900 m östlich des Westgipfels liegt der Mittelgipfel und weitere 1,3 km weiter östlich der Ostgipfel des Churen Himal. Von dort führt ein Bergkamm nach Osten zu einer Bergkette mit den Gipfeln Dhaulagiri II – Dhaulagiri VI. An der Südflanke des Churen Himal befindet sich der nach Westen strömende Kaphegletscher. 
Die Erstbesteigung des Mittelgipfels am 24. Oktober 1970 durch Masayoshi Fukui und Kozo Hasegawa und des Westgipfels am 28. Oktober 1970 durch Kozo Hasegawa und Ang Norbu gelang einer japanischen Expedition von der Südseite her.